# Myotis escalerai
El murciélago ratonero ibérico (Myotis escalerai) es una especie de quiróptero que pertenece a la familia Vespertilionidae, habitantes principalmente de las zonas templadas del planeta. Tiene hábitos cavernícolas y hay que distinguirlo de Myotis nattereri. Forma parte de los microquirópteros.

## Características
Murciélago de tamaño pequeño, con orejas que extendidas sobrepasan el hocico. Presenta una emarginación en la oreja, aunque menos marcada que en M. emarginatus. Trago puntiagudo típico del género. El espolón ocupa la mitad del borde del uropatagio; la otra mitad tiene una conspicua y densa franja de pelos cortos y rígidos. Las tibias carecen de pilosidad aparente. Su coloración general es grisaceoleonada y el vientre es más claro que el dorso, con un fuerte contraste entre ambos. Cara de color carne y orejas y membranas patagiales marrón grisáceo claro.
Su pelo es bicolor, el dorsal con base oscura y puntas pardo-grisáceas y el ventral con base también oscura y puntas blanquecinas. Destaca la falta de pelo alrededor de los ojos.  Los jóvenes son mucho más oscuros que los adultos. 
Ambos sexos son de tamaño similar. ANT: 35,6-41,9 mm; Ps: 6,4-8,5 g (Navarra), 6,6-8,5 g (Andalucía Occidental), 4,9-6,0 g (Menorca). Fórmula dentaria: 2.1.3.3/3.1.3.3. Número de cromosomas (2n) = 44.
Aspecto general similar a otras especies del mismo género. En mano, sin embargo, la presencia de una conspicua franja de pelos en el borde del uropatagio y el espolón en forma de “S” y sin pelos aparentes son suficientes para distinguirlos. 

## Ultrasonidos
Resulta difícil diferenciarlo de otros Myotis. La intensidad de la señal es bastante baja. Señales de búsqueda de frecuencia modulada de hasta 135 kHz de amplitud. Pulsos e intervalos muy cortos sobre todo al volar cerca (menos de 1 m) de la vegetación. Máxima intensidad variable, generalmente entre 40 y 50 kHz.

## Identificación
Recientemente se ha puesto de manifiesto mediante análisis de ADN mitocondrial y nuclear la presencia en la península ibérica de dos taxones crípticos; uno de ellos, denominado Myotis escalerai, se encuentra en la mayor parte de la península ibérica. El otro taxón, todavía sin nombre científico, se ha encontrado hasta ahora solamente en las montañas del norte peninsular. Ambos taxones son murciélagos pequeños, de vientre claro, espalda oscura y trago puntiagudo característico del género Myotis. Una franja de pelos rígidos en el borde del uropatagio y el espolón en forma sinuosa permiten diferenciar el «complejo nattereri» de sus congéneres. Se está trabajando para diferenciar morfológicamente los dos taxones ibéricos pero de momento únicamente se pueden diferenciar por detalles de esta franja de pelos de uropatagio.

## Distribución
Desde Europa occidental y Marruecos por el oeste, hasta el Cáucaso, Irán, Irak y Turkmenistán por el este, y desde el paralelo 63ºN en Suecia hasta una pequeña franja en el norte de África, por el sur.
Aunque no suele ser muy abundante se encuentra por toda la península ibérica, Mallorca y Menorca.
Ausente de las Islas Canarias. 

### Población
Difícil de conocer por su carácter fisurícola. La máxima agrupación registrada en España corresponde a 600 hembras en una ermita de Castellfort (Castellón). Tras esa cifra le sigue de cerca la de casi 500 machos en La Granja (Segovia) aunque no se refiere a un censo puntual sino a los ejemplares anillados en un plazo de año y medio. 

## Variación geográfica
Se conocen tres taxones crípticos en Europa: dos en España y otro (el nominal) en el resto.

## Hábitat
La mayoría de las observaciones corresponden a individuos observados o capturados dentro o a la salida de  refugios subterráneos (cuevas y minas), siendo el hábitat predominante en las proximidades las formaciones de cobertura variable de pino carrasco (Pinus halepensis Mill.).
Presenta una gran valencia ecológica. En la Comunidad Valenciana se encuentra desde las zonas más áridas del litoral alicantino hasta las más húmedas y frías del interior de Castellón. En la Meseta Norte se ha citado refugios en áreas de cultivos cerealistas, a más de 3 km de cualquier zona arbolada. En el País Vasco ha sido observado siempre en zonas con amplia cobertura de caducifolios, aunque en Alemania también está presente en bosques de coníferas y en Suiza ha sido descrito cazando sobre prados. El rango altitudinal oscila entre el nivel del mar y los 1.500 m aunque en los Alpes se ha llegado a localizar ejemplares a 1900 m. En el País Vasco presenta preferencia por altitudes elevadas fuera del período estival mientras que en los meses cálidos no hay selección altitudinal.

## Comportamiento
La hibernación se extiende desde octubre a abril. Seleccionan las posiciones más frías de la cavidad, con temperatura oscilando entre el punto de congelación y los 8 °C y humedad relativa alta. Solitario o en grupos reducidos.
Utilizan todo tipo de refugios, tanto cuevas como fisuras.
Especie sedentaria. Gregario en verano, con concentraciones de varios centenares, y solitario en invierno (a lo sumo grupos más reducidos que en la época estival). 
En Europa central (M. nattereri) es más forestal y fisurícola mientras que en España parece más cavernícola. Las hembras se agrupan en la época de cría en colonias de decenas o centenares de ejemplares. En invierno se ocultan en fisuras.

### Alimentación
Captura sus presas volando cerca de la vegetación y entre el follaje, considerándosele una especie de estrategia trófica "forrajeadora". Los dípteros forman una parte esencial de su dieta, siguiéndoles en importancia los coleópteros (Curculionidae), frigáneas, polillas y arácnidos. Una parte importante de sus presas son especies de actividad esencialmente diurna, por lo que deben ser ingeridas rebuscando entre el follaje u otras superficies.
Caza principalmente presas inmóviles (especies diurnas en reposo) que recoge de la superficie del sustrato, volando muy cerca del suelo o de la vegetación. También caza presas al vuelo. La composición de la dieta varía mucho según la disponibilidad de las presas e incluye, entre otros, dípteros (ceratopogónidos, quironómidos, tipúlidos, anisopódidos y múscidos) tricópteros, coleópteros, lepidópteros y arácnidos.

### Reproducción
Las cópulas tienen lugar en otoño, aunque a veces también se repiten en la primavera siguiente. Las hembras reproductoras llegan al refugio de cría a partir de abril o mayo y permanecen allí hasta julio o incluso más tiempo (septiembre-octubre). Las colonias de cría oscilan por lo general entre 20 y 200 hembras adultas y existe segregación de sexos. Los machos adultos permanecen en refugios aparte aunque en las proximidades de la colonia de cría. Los partos se escalonan desde la segunda quincena de junio a julio y alumbran un solo joven.
La gestación efectiva dura mes y medio. Una sola cría por parto. En Andalucía los nacimientos comienzan a partir de mediados de mayo mientras que en Cataluña lo hacen a finales de mayo y principios de junio. En colonias situadas por encima de los 1.200 m en el Sistema Ibérico la lactancia llega hasta finales de agosto. La longevidad máxima comprobada en Europa es de más de 20 años.

## Depredación
No forma parte del régimen alimentario habitual de ningún otro vertebrado. Se ha citado en egagrópilas de lechuza común (Tyto alba).

## Patologías y parásitos
En España es parasitado por trematodos, nematodos, nicteríbidos, pulgas y ácaros (macronísidos, espinturnícidos e ixódidos).

## Protección y conservación
Como suele ocurrir en otros murciélagos, se ve afectado por la pérdida de refugios y las molestias producidas por visitantes, así como por la alteración de los hábitats de caza en las proximidades de los refugios.
En el Catálogo Nacional de Especies Amenazadas se le cataloga como "De interés especial".
En el Libro Rojo de los Vertebrados de Murcia se incluye en la categoría "Datos Insuficientes", debido a la escasez de información sobre la especie. 
En el Libro Rojo de los Vertebrados de Andalucía se le cataloga como "Vulnerable".
Las actividades humanas están provocando una importante pérdida de refugios para estos animales, lo que se traduce en la desaparición de las colonias que los ocupan. Los principales problemas de las cavidades subterráneas son:
- molestias por visitas:turismo, deportes de aventura, etc.
- cerramientos inapropiados por motivos de seguridad
- destrucción de áreas de caza

Además, las características demográficas de los quirópteros con una baja tasa reproductora (una o dos crías al año), madurez sexual tardía (2-3 años para algunas especies) y gran longevidad, hacen que sus poblaciones no estén preparadas para sufrir descensos de tipo catastrófico, lo que implica una recuperación muy lenta.